# Martin-chasseur moine
Actenoides monachus
Espèce
Statut de conservation UICN

 NT  : Quasi menacé
Le Martin-chasseur moine (Actenoides monachus) est une espèce d'oiseau de la famille des Alcedinidae, endémique à l'île de Sulawesi, en Indonésie.